# پیکچر راکز (آریزونا)
پیکچر راکز (به انگلیسی: Picture Rocks) یک منطقهٔ مسکونی در ایالات متحده آمریکا است که در شهرستان پیما، آریزونا واقع شده‌است. پیکچر راکز ۱۸۳٫۵۰ کیلومتر مربع مساحت و ۹٬۵۶۳ نفر جمعیت دارد و ۶۳۴ متر بالاتر از سطح دریا واقع شده‌است.